# Хартли, Хэл
Хэл Ха́ртли (англ. Hal Hartley; род. 3 ноября 1959[…], Линденхерст, Нью-Йорк) — американский кинорежиссёр.

## Биография
Родился и вырос в Нью-Йорке. Учился один год в художественной школе (1978—1979) в Бостоне, позже в — Государственном Университете Нью-Йорка и Коммерческой киношколе Нью-Йорка (1980—1984). В период с 1985 по 1988 снял свои первые короткометражные фильмы.
Первым полнометражным фильмом Хартли стала картина «Невероятная истина», премьера которого состоялась на кинофестивале в Торонто в 1988 году. Фильм был положительно оценен критиками.

## Фильмография
| Год  | Название                             | Оригинальное название  |
| ---- | ------------------------------------ | ---------------------- |
| 1989 | Невероятная истина                   | The Unbelievable Truth |
| 1990 | Доверие                              | Trust                  |
| 1991 | Пережить желание                     | Surviving Desire       |
| 1992 | Простые люди                         | Simple Men             |
| 1994 | Дилетанты                            | Amateur                |
| 1995 | Флирт                                | Flirt                  |
| 1997 | Генри Фул                            | Henry Fool             |
| 1998 | Книга жизни: В ожидании Апокалипсиса | The Book of Life       |
| 2001 | Монстр                               | No Such Thing          |
| 2005 | Девушка из понедельника              | The Girl from Monday   |
| 2006 | Фэй Грим                             | Fay Grim               |
| 2011 | Тем временем                         | Meanwhile              |
| 2014 | Нед Райфл                            | Ned Rifle              |